# Metafisica del sesso
Metafisica del sesso è un libro del filosofo e pensatore tradizionale Julius Evola, pubblicato per la prima volta dalle edizioni Atanòr di Roma nel 1958 e successivamente tradotto in varie lingue.

## Nascita dell'opera
È lo stesso Evola a parlare della genesi di questa opera nella sua autobiografia: «Un'altra mia traduzione dal tedesco è stata quella di Sesso e carattere di Otto Weininger. [...] In un primo tempo avevo pensato di unire alla nuova traduzione un'ampia introduzione al fine di precisare la portata delle teorie di Weininger sul sesso e sulla donna. Poi mi resi conto che un esame del genere non poteva esser contenuto nello spazio ristretto di una semplice introduzione [...] È così che a poco a poco prese forma nella mia mente l'idea di scrivere un'opera a sé sulla materia».
L'idea del libro nasce quindi inizialmente dall'idea di scrivere un'introduzione ad una nuova ristampa di Sesso e carattere con la traduzione di Giulio Fenoglio riveduta e corretta ma grazie a Mircea Eliade sappiamo che Evola inizia una traduzione completamente nuova di Sesso e carattere nel 1952 ed in contemporanea anche la stesura di Metafisica del sesso. Scrive Eliade nel suo diario quando apprende della morte dell'amico italiano: «Parlammo per oltre un'ora. Mi disse che ormai avendo tutto il suo tempo a disposizione, ne approfittava per tradurre autori francesi o tedeschi. Mi parlò anche di Metafisica del sesso, un libro che stava progettando».
Eliade si riferisce ad un incontro avvenuto a Roma, ma del quale non ricorda con esattezza la data che in un'occasione indica nel 1949 e in un'altra nel 1951. L'incontro invece avviene fra l'11 e il 24 maggio 1952, come risulta da alcune lettere inviate da Evola a Eliade.
Evola inoltre, nella stesura dell'opera, riprende e sviluppa delle teorie già accennate in precedenti libri, in special modo per quel che riguarda le tecniche sessuali a carattere iniziatico.
In realtà l'autore, fin dal suo rientro in Italia avvenuto nell'aprile del 1950, affronta spesso temi legati al sesso su alcune testate giornalistiche con cui collabora, prendendo spunto anche da fatti di costume.
Gli argomenti prevalentemente trattati sono: la crisi del pudore osservata da un punto di vista non borghese, l'emancipazione della donna, le nuove tendenze di costume, le nuove tesi di Reich sulla sessualità nonché specifiche considerazioni su fatti di attualità.
Quest'attività pubblicistica, peraltro, prosegue anche dopo la pubblicazione di Metafisica del sesso.

## L'opera
Dopo una introduzione sul sesso nel mondo moderno (Il sesso nel mondo moderno), Evola suddivide il testo in alcuni capitoli: il primo (Eros e amore sessuale) ha un carattere pragmatico e concreto; il secondo (Metafisica del sesso) affronta il tema del sesso secondo la tradizione classica (il mito dell'androgine, Eros, Afrodite, etc.); il terzo (Fenomeni di trascendenza nell'amore profano) si occupa dell'amplesso da un punto di vista superiore, cercando di scorgere quei fenomeni trascendenti (a volte semplici retaggi) che si registrano nell'atto sessuale; nel quarto (Dei e dee, uomini e donne) l'autore analizza in maniera analitica le differenze tra i due sessi; nel quinto (Sacralizzazioni e evocazioni) Evola fa una disamina storica sull'argomento: il mondo della tradizione, il Cristianesimo, la cavalleria medievale, i Fedeli d'Amore); l'ultimo capitolo, il sesto (Il sesso nel dominio delle iniziazioni e della magia) si occupa dell'aspetto più propriamente magico ed esoterico: taoismo, yoga, tantrismo, ermetismo.
Il termine "metafisica" è usato dall'autore con un duplice significato: da una parte una metafisica intesa come una ricerca del significato ultimo dell'eros e dell'esperienza sessuale al di là della fisiologia e dell'istinto di riproduzione; dall'altra uno studio volto ad individuare anche nelle forme di amore più comune un'esperienza trascendentale. È lo stesso Evola a testimoniarlo: «In quest'opera il termine metafisica viene usato in un duplice senso. Il primo senso è quello corrente in filosofia, dove per metafisica s'intende generalmente la ricerca dei significati ultimi. Il secondo senso è quello letterale, esso può riferirsi a ciò che va al di là del fisico, nel presente caso, nel sesso e nelle esperienze del sesso».
Secondo Fausto Antonini il tema centrale del libro è che «la differenza tra i sessi è programmata da tutta e in tutta la natura per motivi quasi completamente estranei a quelli della riproduzione».
Evola, in Metafisica, raccoglie testimonianze storiche, tradizionali e scientifico-biologiche per dimostrare questa tesi e che il rapporto sessuale tra due esseri umani di sesso diverso è tanto più potente quanto i due elementi (uomo e donna) sono ontologicamente se stessi, determinati, distinti e differenziati. L'uomo, rifacendosi alla tradizione classica e preclassica, è l'elemento unitario (lo spirito, il cielo) mentre la donna è l'elemento diadico (la materia, la terra): la forma (l'uomo) che plasma la materia (la donna).
Come per altre opere il metodo di lavoro usato da Evola è quello che egli stesso chiama «metodo tradizionale» ovvero quello di fare confronti integrativi tra le varie tradizioni per giungere all'individuazione di un significato di base.

## Le edizioni diMetafisica del sesso

### In Italia
- I ed.: Atanòr, Roma, 1958
- II ed. riveduta: Edizioni Mediterranee, Roma, 1969
- III ed. corretta: Edizioni Mediterranee, Roma, 1994
- IV ed. corretta: Edizioni Mediterranee, Roma, 1996

### All'estero
- Ed. francese ampliata: Métaphysique du sexe, Payot, Parigi, 1959
- Ed. tedesca ampliata: Metaphysik des Sexus, E. Klett-Verlag, Stoccarda, 1961
- II ed. francese: Métaphysique du sexe, Payot, Parigi, 1969
- III ed. francese: Métaphysique du sexe, Payot, Parigi, 1976
- Ed. portoghese: A metafisica do seso, Ed. Afrodite, Barcelos, 1976
- Ed. spagnola: Metafisica del sexo, Ediciones Heliodoro, Madrid, 1978
- II ed. spagnola: Metafisica del sexo, Ediciones Heliodoro, Madrid, 1981
- Ed. americana: The Metaphysics of Sex, Inner Traditions, New York, 1983
- Ed. svizzera: La métaphysique du sexe, Éditions L'Âge d'Homme, Losanna, 1989
- II ed. americana: Eros and the Mysteries of Love, Inner Traditions International, Rochester, 1991
- Ed. romena: Metafizica Sexului, Humanitas, Bucarest, 1994
- Ed. ungherese: A szexus metafizikája, UR Kiadó, Budapest, 2000

### Recensioni
- Alfredo Cattabiani, Se il sesso è metafisica, in Il Tempo, 23 febbraio 1994.
- Silvio Grasso, Metafisica del sesso, in Rivista di Studi Tradizionali, n. 5, ottobre-dicembre 1962,  pp. 272-278.
- M. G., A gyönyör mágiája. Julius Evola szexuális metafizikája, in Magyar Nemzet, 16 dicembre 2000.